# Паола Піньї-Каккі
Паола Піньї-Каккі (італ. Paola Pigni-Cacchi; нар. 30 грудня 1945 — пом. 11 червня 2021) — італійська легкоатлетка, яка спеціалізувалася в бігу на середні дистанції та кросі.

## Із життєпису
Народилася в Мілані. Розпочала заняття легкою атлетикою як спринтерка під кервіництвом Ренцо Тести (італ. Renzo Testa). 1967 року почала тренуватися у Бруно Каккі (італ. Bruno Cacchi; 1939-2019), з яким пізніше одружилася.
Бронзова олімпійська призерка у бігу на 1500 метрів (1972).
Учасниця Олімпійських ігор-1968 (брала участь у бігу на 800 метрів, проте зупинилась на півфінальній стадії).
Дворазова чемпіонка світу з кросу в особистому заліку (1973, 1974). Срібна призерка чемпіонату світу з кросу в командному заліку (1974).
Переможниця (в особистому заліку) та бронзова призерка (в командному заліку) Кросу Націй (1970).
Чемпіонка Універсіади у бігу на 1500 метрів (1973).
Бронзова призерка чемпіонату Європи у бігу на 1500 метрів (1969).
Дворазова чемпіонка (у бігу на 800 та 1500 метрів 1975 року) та срібна призерка (у бігу на 1500 метрів 1971 року) Середземноморських ігор.
Ексрекордсменка світу та Європи з бігу на 1500 метрів та 1 милю.
Володарка низки вищих світових досягнень у бігу на 3000, 5000 та 10000 метрів, які були встановлені упродовж 1969-1972, коли ІААФ ще не ратифіковувала світові рекорди в цих дисциплінах.
19-разова чемпіонка Італії у бігу на 400 метрів (1965, 1967), 800 метрів (1965-69, 1973), 1500 метрів (1970, 1972, 1974-75), 3000 метрів (1974), а також кросі (1967-70, 1973-74).
Завершила змагальну кар'єру 1977 року через травми.
Померла, маючи 75 років.

## Основні міжнародні виступи
| Рік  | Змагання                | Місто    | Місце | Дисципліна  | Примітки         |
| ---- | ----------------------- | -------- | ----- | ----------- | ---------------- |
| 1966 | Чемпіонат Європи        | Будапешт | 2пф8  | 400 м       |                  |
| 1966 | 2пф8                    | 800 м    |       |             |                  |
| 1968 | Олімпійські ігри        | Мехіко   | 2пф7  | 800 м       |                  |
| 1969 | Чемпіонат Європи        | Афіни    | 3     | 1500 м      |                  |
| 1970 | Крос Націй              | Віші     | 1     | крос 3 км   |                  |
| 1971 | Середземноморські ігри  | Ізмір    | 2     | 800 м       |                  |
| 1972 | Крос Націй              | Кембридж | 6     | крос 4,5 км |                  |
| 1972 | Олімпійські ігри        | Мюнхен   | 3     | 1500 м      | Відео на YouTube |
| 1973 | Чемпіонат світу з кросу | Варегем  | 1     | крос 4 км   |                  |
| 1973 | Універсіада             | Москва   | 1     | 1500 м      |                  |
| 1974 | Чемпіонат світу з кросу | Монца    | 1     | крос 4 км   |                  |
| 1975 | Середземноморські ігри  | Алжир    | 1     | 800 м       |                  |
| 1975 | 1                       | 1500 м   |       |             |                  |